# Beram
Beram is een plaats in de gemeente Pazin in de Kroatische provincie Istrië. De plaats telt 234 inwoners (2001).